# 莉々はるか
莉々 はるか（りり はるか、2000年1月8日 - ）は、日本のAV女優。リスタープロ所属。

## 略歴

### デビューから2022年まで
2019年3月、E-BODY専属女優「稲場るか（いなば るか）」としてAVデビュー。当時の所属事務所はC-more エンターテイメント。
2019年5月13日をもってメーカー専属を離れ、企画単体女優となる。
2020年3月、所属事務所をオールプロへ移籍。
「月刊FANZA」2020年4月号で発表された「このAV女優がすごい!2020冬」女優総合部門2位を獲得。同年12月に行われた「FLASH 2020年現役最強セクシー女優BEST100」読者投票・総合第31位。
2021年2月、ゲオTV「バレンタインチョコを貰いたいAV女優! アンケート」第7位を獲得。同年7月10日、自身初のイベントであり、キュレーターを務めるお笑いライブ「ばーるか寄席」を阿佐ヶ谷ロフトAで開催。同年8月発表「読者300人が選んだFLASH 2021セクシー女優ランキング」読者投票31位。同年9月、『トリプルHAPPYキャンペーン2021』のキャンペーンガール就任。
2022年1月7日、同年2月からの無期限休養を発表。復帰を前提としており、早ければ4月に復帰予定としていた。

### 休業、事実上の引退
2022年10月3日、noteを更新し、復帰を目指していたが「稲場るか」としての活動を終了する事を報告。
2023年4月24日、ツイッターを更新し、ツイッターとインスタグラムの再開を告知。同年6月1日、AV新法の兼ね合いもあり、復帰を悩んでいることをツイートし話題となる。
2023年5月22日週FANZA動画フロアランキングにて、出演した『BAZOOKA 冬の大感謝セール コスパ最強ノーカットベスト爆乳限定2749分』（BAZOOKA）が1位を記録。引退後であるにもかかわらず、FANZA動画フロア2023年9月度月間AV女優ランキングで7位に浮上。

### 莉々はるかとして復帰
2023年12月1日の公式ツイッターで、リスタープロに所属し「莉々はるか」として復帰することを発表。復帰後はE-BODY専属女優となる。
2024年5月13日週FANZA通販フロアランキングにて、2年ぶりの復帰作となる『莉々はるか E-BODY専属復活デビュー ～空白の2年間を経た彼女の’素顔’を魅せる完全ノーカット3本番～』が初登場3位を記録。同年5月20日週FANZA通販フロアランキングでも同作は3位を維持した。
同年6月10日週FANZA通販フロアランキングにおいて『局地的豪雨で後輩女社員と相部屋 濡れた豊満巨乳と痴女テクに一晩で寝取られた既婚者の僕 莉々はるか』が初登場3位となる。
同年7月8日週FANZA通販フロアランキングにて、『地味眼鏡OLだけど…巨乳でスケベで痴女だったら興奮してくれますか? 莉々はるか』が初登場5位を記録。
同年8月24日、自身がキュレーターとなり芸人を招待しネタを披露してもらうお笑いライブ『はーるか寄席』を東京・阿佐ヶ谷ロフトAにて開催。
ジーオーティー『月刊FANZA』2024年10月号発表「このAV女優がすごい!2024夏」第1位（松本いちかと同率1位）。
同年9月9日週FANZA通販フロアランキングで『7種のおっぱい強調コスプレと チ○ポ馬鹿になるほど気持ち良いパイズリ挟射 莉々はるか』が初登場4位ランクイン。同年10月17日週、FANZA通販フロアランキングにて『真夏に預かった物静かな親戚の娘のたわわに発育した胸に興奮して●すも…気がつけば逆に喰われていた。 莉々はるか』が前作同様初登場4位となる。
同年10月14日週FANZA通販フロアランキングにおいて、『真夏に預かった物静かな親戚の娘のたわわに発育した胸に興奮して犯すも… 気がつけば逆に喰われていた。 莉々はるか』が初登場7位にランクイン。
同年11月11日週FANZA通販フロアにて、『「ザコなカテキョのくせに中出しする度胸だけはあるんですね」 大人を色仕掛けでバカにしてくる文学系爆乳マセガキに負かされたい… 莉々はるか』が初登場6位にランクイン。AVライターの東風克智は復帰後の活躍を「（休業が）ブランクにならず、むしろ以前よりも感度が上がってエロさがアップ」「誰もが納得する完全復活です」と論じた。
2025年2月8日、9日には台湾で開催された「TOP女神台北感謝祭」に招かれ参加。
2025年4月7日週FANZA通販フロアランキングにて『豊満Hcup性感開発×乳揺れ大痙攣 × 媚薬漬けアクメ 莉々はるか大覚醒! 人生最大オーガズム』が7位ランクイン。
同年6月23日週 FANZA通販フロアランキングにて『「この貧乳女だれ！？男友達と飲んでたんじゃないの！？」ボクが2度と浮気しないように毎朝毎朝、出勤前の朝勃ちチ●ポをドエロい嫉妬パイズリでヌキまくってくる激おこ彼女』が初登場8位ランクイン。
同年8月4日週FANZA通販フロアランキングにて、イメージビデオ『Haruka2 Ri Ri Ri Resort Kiss・莉々はるか 』（REbecca）が初登場8位を記録。

## 人物
- 東京都出身。
- 趣味・特技はお笑い、ダンス[2]。座右の銘は「NO SEX, NO LIFE」[35]。お笑い好きが高じてお笑いライブの主催経験もある[36]。
- Hカップの巨乳で、おっぱいの形は「しずく型」[37][38]。高校卒業まで胸の大きさに気づいておらず、Aカップのジュニアブラをつけていた[38]。自分で揉んだ感触は「少し溶けた雪見だいふく」[39]。
- AVデビューのきっかけは「人前でセックスしてそれが配信されるとか、普通じゃない世界が面白そうだなと思った」ため[40]。
- 2022年の無期限休業発表は心変わりしやすい自身の性格を鑑みた保険として発表したもので、当時の気持ちとしては既に「戻ることはないな」と考えており、そのままなんとなくフェイドアウトするつもりだった。また暫く時間を置いてみてもAV女優を続けるという気持ちに戻らなかったため、自身のnoteで引退表明することにしたと復帰インタビュー内で明かしている[41]。
- 引退後は具体的にやりたいことも無かったため、とりあえずアルバイトを始め、ランチタイムの焼肉屋で週3回勤務していた。また復帰インタビュー内で、バイト先の店長から軽いセクハラを受けていたことを明かし、「私にとってはセクハラの範疇ではなかったんですけど（笑）」と語った[41]。
- 2024年にAV復帰した理由として、「毎日が楽しくなくなり、本当にやりたいことを考えた際に、毎日が楽しかったAV女優時代を思い出したため」としている[42]。
- お笑い好きのおかげか、AVでもコメディー系の演技や突拍子もない設定の作品は得意と述べている[35]。
- AVライターの本末ひさおは「幼顔で妹役もでき、ダイナマイトボディで痴女もできる役の幅が強み」[43]、同じくAVライターの東風克智は「パッケージに使うと作品が売れる、AVが最も売れる乳」と評している[43]。

## 作品
◎はBD版発売作品。

### アダルトDVD / BD

#### 稲場るか 名義
- 大型新人E-BODY専属デビュー 極美乳Hcup本物アイドル 稲場るか AV解禁（3月13日、E-BODY）
- 本物アイドル初イキ! Hcupプルプルおっぱい揺らし突き4本番（4月13日、E-BODY）
- 連続射精するまで生ハメ神対応!! 無限発射OKソープ嬢 元アイドル稲場るか 中出し解禁（5月13日、E-BODY）
- 制服乳イカセ調教 5日間の全記録 るかちゃん Hカップ19歳（5月25日、kawaii*）※「るか」名義
- 兄の部屋にあるAVを見たいと友達が言っておれの好きな子も一緒に遊びにきた日の出来事 稲場るか 咲々原リン（6月13日、MOODYZ）
- 【美爆乳!超肉感!】 童顔Hカップ制服美少女ハメ撮り 絶頂騎乗位! 超肉感パイズリ! 淫猥奉仕に溺れる、巨乳奴隷天使! 稲場るか（6月13日、オーロラプロジェクト・アネックス）
- 家出娘を自宅に連れ込み朝から晩まで種付け調教 俺専用! 爆乳生ハメ奴隷 稲場るか（6月13日、Fitch）
- 妹の爆乳は一見にしかず! AV現場でお兄ちゃんと遭遇! AV出てるなんてお兄ちゃん聞いてないぞ! てかお兄ちゃん、なんでAV男優なの!（6月13日、チェリーズれぼ/妄想族）※「るか」名義
- ひたすら絶頂イクイク巨乳娘と中出し温泉旅行 稲場るか（6月19日、OPPAI）
- 僕の隣の席の巨乳ちゃんは、ノーブラ!! ブラウス越しでもわかる大きいおっぱいがプルプル!乳首も透けてて大変!「おっぱい触って。」と触らせてくれたので揉んだらマジ天国!もう離したくない!モミまくられ濡れたクラスメイトとエッチ。（6月20日、SWITCH）
- 「先生に放課後ここに来るように言われました…」 変態教師に敏感な身体を強制開発され…寝取られてしまった童顔巨乳J○（6月20日、ひよこ）※「るか」名義
- オイルボイン エロかわ爆乳ヌルてかエッチ 稲場るか（6月21日、クリスタル映像）
- 1ヶ月溜めたオナ禁特濃精子を何度も中出しされ膣堕ち! 混濁精子をたっぷり注ぎ込むと自ら精子を欲しがるほどに淫乱化!（6月21日、DOC）
- 完全着衣拘束デカパイ奴隷 02 巨乳を揉まれ揺らされ欲情しまくる肉奴隷 稲場るか 伊東真緒（6月21日、MAD）
- 爆乳妹中出し調教 稲場るか（6月25日、K-Tribe）
- 爆乳ろりぃた着エロアイドル 撮影当日、電撃AV出演の巻（6月27日、First Star）※「マユ Hカップ」名義
- 親族相姦 きれいな叔母さん 稲場るか（7月1日、VENUS）
- ボイン大好きしょう太くんのHなイタズラ 稲場るか（7月4日、グローリークエスト）
- ボクだけのご奉仕メイド 稲場るか（7月5日、クリスタル映像）
- 視立SUKESUKE学園 稲場るか（7月5日、プレステージ）
- 誰にでもお股を開く癒しのむっちりパイパンのヤリマン女子大生 Rちゃん AV Debut（7月12日、S級素人） ※「Rちゃん」名義
- 会員制高級ランジェリー回春マッサージ 焦らし誘惑連射フルコース 稲場るか（7月13日、MOODYZ）
- 妻が社員旅行で家にいない間に爆乳で可愛い妻の妹を犯し中出ししまくった5日間の調教記録 稲場るか（7月13日、Fitch）
- 肉体接待を強要された巨乳若女将 稲場るか（7月13日、オーロラプロジェクト・アネックス）
- ＃ロー活女子このみちゃん ＃Hカップ ＃個撮 ＃AV流出（7月19日、キチックス） ※「このみ」名義
- 絶対にナマで連射させてくれる連続中出しソープ 稲場るか（7月25日、本中）
- 「偶然のキスで豹変! 涎まみれで唇をしゃぶりまくるベロちゅう大好き女子○生」VOL.1（7月25日、DANDY）
- そんなに女子○生のパンツが見たいの?なら…いっぱい見てね変態さん!と、カニばさみパンツ攻撃してきて苦しいけど幸せだ〜!従妹のパンツを見ていたら、どうして男ってパンツばっかり見てくるの?教えて!答えが出るまでパンツ見せてあげるねとまさかの神展開!（7月25日、SWITCH）
- 「えっ! 今、中に出したでしょ?」早漏をゴマかす暴発後の延長ピストンで抜かずの追撃中出し!! 稲場るか（8月1日、ワンズファクトリー）
- 言いなり部屋 01 稲場るか（8月1日、未満）
- 日本最大の繁華街にある「老舗おっぱいパブ」でオキニの嬢が騎乗位生ハメで中出しするまで 稲場るか（8月1日、Mr.michiru）
- 稲場るか 制服 童顔なHカップのギャップ萌え おっぱいを堪能しつくす乳弄りフルコース!（8月1日、ABC/妄想族）
- 24時間いつでもどこでも種付け性交に励む妊活中毒の巨乳嫁 稲場るか（8月7日、マドンナ）
- デリヘルで再会した憧れの先輩に我慢出来ずに追撃中出し10連発 稲場るか（8月7日、BeFree）
- 円女交際 中出しoK18歳S級円光娘 稲場るか（8月7日、パコパコ団とゆかいな仲間たち/妄想族）
- SEXYランジェリー訪問販売員の猥褻中出しセールス術 稲場るか（8月7日、VENUS）
- 初めてが私でいいのかな… ひよこ女子の密着・いちゃいちゃ・甘えんぼ極上筆おろし 〜ひよこ1周年記念スペシャル。君はどの天使で筆おろしされたい??編〜 3（8月8日、ひよこ）
- 麗しい巨乳和美人がおもてなしする超高級浴衣ヘルス 其の二（8月9日、BAZOOKA）
- 可愛くて優等生の女子校生たちから中出しSEXをせがまれて困っている僕。5（8月9日、BAZOOKA）
- 幼馴染がイメージビデオに出てやがる 好きすぎて嫉妬に狂った僕の歪んだクズ勃起レ×プ 稲場るか（8月13日、MOODYZ）
- すぐそばに彼女がいるのに爆乳を密着させて誘惑してくる 文系妹はささやき淫語痴女 稲場るか（8月13日、Fitch）
- 本物Hcupアイドル☆稲場るか E-BODY全タイトル完全ノーカット丸ごとコンプリートBEST 7時間（8月13日、E-BODY）※単体ベスト
- 向かいに住んでる巨乳お姉さんがフロントホックブラで誘惑してくる 稲場るか（8月13日、アリスJAPAN）
- マジックミラー号 素人女子大生限定 100の質問中に突然デカチンを即ハメ! 恥じらいつつも、連続ピストンでオマ○コぐちょ濡れ大絶頂! おまけに大洪水! 10人10本番! スポーツ女子編（8月22日、SODクリエイト）
- 両親の居ない日、僕は妹と精子が枯れるまで1日中ヤリまくった。 稲場るか（8月23日、TMA）
- 彼女の妹に愛されすぎてこっそり子作り性活 稲場るか（8月25日、本中）[44]
- 催眠洗脳された媚肉雌は嫌がりながらも淫乱ビッチになっていた。 稲場るか 桐嶋りの（8月25日、ダスッ!）
- ナンパJAPAN検証企画! 巨乳シロウト娘限定! 「無料エステのモニターになりませんか?」 凄テク猥褻エステティシャンの高周波ニップルマッサージで快楽ホルモン(βエンドルフィン)を脳内に満たすとセックスしたくなるのか!?（8月25日、ナンパJAPAN）
- ボーイッシュで男友達みたいな彼女は隠れ巨乳でした!飲み会とかで盛り上げてくれる面白い女子を半泣きアクメに追い込んだ!（8月25日、ブロッコリー/妄想族）
- まだ何も知らない君だからこそ… 変態チ●ポを教えてあげたい。 稲場るか（8月30日、ワープエンタテインメント）
- 『えっ大きなオッパイが見えてますけど??』巨乳女子大生たちがスパリゾートではしゃぎまくってオッパイ見えまくりで超ラッキー!!（9月7日、Hunter）
- Hcup 本物アイドル 稲場るか レズ解禁 じっくり快感を導き出すスローレズセックス おっぱいスペシャル 稲場るか 野々宮みさと（9月7日、ビビアン）
- あなただけの専属保育士付きおっぱい保育園 稲場るか（9月8日、unfinished）
- 意識高い系美女 イ○スタ映えする高級マンションで釣ったらヤレる!? 【巨乳編】（9月13日、S級素人）
- 学校で美人女子校生から命令されて常に上から目線でオナニー指示を受ける快感 JOI淫語痴女学園女子校等部2 淫語囁き・焦らし・寸止め 完全主観あなただけを見つめて語りかける極上オナニーサポート（9月13日、BAZOOKA）
- 顔出しMM号働く美女限定! ザ・マジックミラー 街頭調査! 職場の同僚と日本一エロ〜い車の中で2人っきり♡ 理性と性欲どちらが勝つのか!? 同じオフィスで働く男女に突然のSEX交渉!! 人生初の真正中出しスペシャル! 10 in池袋 2枚組8本番!（9月19日、DEEP'S）
- 教室内のブラ透け度200%で目のやり場に困る! 登校中のゲリラ豪雨でズブ濡れになった女子たちはみんなブラ透け透け状態!その中に男はボク1人!（9月19日、Hunter）
- 縛り拷問覚醒 狙われた巨乳令嬢 稲場るか（9月19日、バミューダ/妄想族）
- 金粉巨乳メイド 稲場るか（9月19日、バミューダ/妄想族）
- 幼馴染の彼女が集団中出しされてる寝取られ動画が後輩のチャラ男のスマホ内にたくさん保存してあった件 まだキスもしてなかったのに… 稲場るか（9月19日、かぐや姫Pt/妄想族）
- 巨乳の連れ子と濡れ透けSEX 稲場るか（9月20日、クリスタル映像）
- ナチュラルハイ20周年記念作品 敏感(恥) 巨乳痴漢 2019 完全撮り下ろし 10人全員SEX 2枚組 8時間 真夏の乳揉み汗だくSP（9月26日、ナチュラルハイ）
- メガネをかけた真面目清楚系むっつりすけべ美少女わいせつ中出し調教 稲場るか（9月27日、TMA）
- スピードアップの極薄水着で透け巨乳誘惑しっぱなし3泊4日水泳合宿 稲場るか（10月1日、MOODYZ）
- 稲場るかの爆乳劇場 HCup! 93cm（10月1日、プラネットプラス）
- あどけない少女が悦ぶ性交（10月1日、S-Cute）
- 眼鏡 × 競泳水着 × くびれボイン 稲場るか（10月4日、クリスタル映像）
- 今日これから… 君の乳首、犯しにイクね♡ 稲場るか（10月4日、ドリームチケット）
- 『ごめん…寂しくて来ちゃった…』 引っ越して遠くへ行ってしまったはずの幼馴染が突然ボクの家にやってきた! 2 しかも運悪くゲリラ豪雨でズブ濡れになり、ブラウスから下着がスケスケ状態。何やら落ち込んでいる幼馴染には申し訳ないが、白いブラウスから透けるブラがエロ過ぎる!とりあえず家に入れて、タオルを渡してやると「恥ずかしいからあっち向いてて…」と乾かすために服を脱ぎ出した。我慢できずチラっと見たら、そこにはしばらく見ない間に大人っぽくなっている幼馴染の体が…思わず何度も何度もチラ見してしまったが、さすがにこれ以上見ちゃまずいと思い我慢していると「このまま会えなくなるなんてヤダっ!エッチしたい!」と幼馴染が突然の告白。びっくりして幼馴染の方を振り向くと全裸の幼馴染が立っていた。そして戸惑っているボクに抱きつき激しいキス…もう当分会えないので、何回も何回も幼馴染の中に出して思い出を作りました。（10月7日、Hunter）
- 乳首吸いつきピストンで何度も中出し! 出張先の旅館の手違いで会社の同期の巨乳女子とまさかの相部屋!?普段から真面目でお堅い女の子だと思っていたけどお酒が絡むと態度が一変!酔って色っぽくなった女子の浴衣がはだけて大きなおっぱいが丸見えに!!ボクは我慢できずに理性が崩壊してしまい…大きなおっぱいを揉みまくって!舐めまわして!乳首吸いつきピストンで何度もハメまくって中出しまでしちゃいました!!（10月7日、ゴールデンタイム）
- 素人ナンパでセンズリ鑑賞 4 見るだけでいいんです!だからちょっと僕のチ●ポ見てもらえませんか?（10月7日、かぐや姫Pt/妄想族）
- ナチュラルハイ20周年記念作品 ハロウィン痴漢 中出しスペシャル（10月10日、ナチュラルハイ）
- これってブルマ? どうする? ちょっと穿いてみようよ! 体育の授業の前に、ハーフパンツをブルマと交換してみた。ブルマを穿いたことがない女子たちは興味津々!クラスメイトのパツンパツンのブルマ尻に勃起。女子たちもエッチな気分になっちゃったみたいです!（10月10日、SWITCH）
- 全裸民泊巨乳4姉妹ハーレムスペシャル（10月11日、BAZOOKA）
- 爆乳パイパン変態女子 稲場るか 18才 オジサンしか愛せない枯れ専女子「セックス大好き…」（10月15日、K-Tribe）
- 「あっ!ナマで入っちゃった!」 オイル素股でマ○コにチ○ポを擦りつけてたら気持ち良すぎてヌルッと生挿入!!中出しSEXまでヤッちゃったデリヘル嬢たち 9（10月17日、グローリークエスト）
- 執拗な寸止め焦らしで限界MAX!連続絶頂レズビアン 稲場るか 岬あずさ（10月19日、レズれ!）
- 恥辱の教室 教育実習生調教 稲場るか（10月19日、バミューダ/妄想族）
- 素人娘のおしっこ図鑑 4 カメラ目掛けて大放尿する13人（10月19日、かぐや姫Pt/妄想族）
- 満員バスで背後から制服越しにねっとり乳揉み痴漢され腰をクネらせ感じまくる巨乳女子●生 8（10月24日、ナチュラルハイ）
- 中年オヤジが世話好き年下彼女に甘えんぼう中出し性活 稲場るか（10月25日、本中）
- びしょ濡れ女子●生雨宿り強制わいせつ 5 稲場るか 柊るい 今井夏帆（10月25日、TMA）
- 制服美少女、乳首堕ち。 稲場るか（11月1日、ワープエンタテインメント）
- 可愛い顔してデカ尻!! 稲場るか（11月1日、MARRION）
- いもうとケータリングサービス 〜ボクの部屋に爆乳天使がやって来た〜 稲場るか（11月7日、桃太郎映像出版）
- 一般男女モニタリングAV 巨乳素人女子大生がタオル1枚でサウナの男性客のチ○ポ連続ヌキに挑戦! フル勃起チ○ポに囲まれ恥じらいながらもオマ○コが濡れてしまった女子大生が汗だく中出しSEX! 総発射36発!（11月7日、DEEP'S）
- ゲリラ豪雨 メガネ女子●生 下着透け痴漢（11月7日、アパッチ）
- 内定祝いの飲み会後、終電を逃して家に泊めた友達の彼女。言葉巧みに口説いて、朝まで何度も何度もハメていたら、心配して彼女を探してボクの家までやって来た彼氏に隠れてまでエッチしたくなるくらいボクにハマっちゃいました!（11月7日、お夜食カンパニー）
- 完堕(かんおち)姉妹調教 ―隣人の肉欲― 稲場るか 渚みつき（11月7日、アタッカーズ）
- 女子●生媚薬拘束潮吹きイカセ 稲場るか（11月8日、REAL）
- 隣人の幼馴染の妹2人と逆3Pハーレム中出し生活 隣人の妹寝取り。 柊るい 稲場るか（11月13日、MOODYZ）
- 完堕ちガクブル愛液まみれの禁断と快楽SEX 稲場るか（11月13日、AVS Collector's）
- 直実楓は真面目でスケベ 稲場るか（11月13日、無垢）
- 男子は僕一人だけ! 水泳部の合宿で巨乳の先生と先輩達にたっぷりシゴかれ初体験がドリーム大乱交 大槻ひびき 稲場るか 深田えいみ 佐知子 八乃つばさ（11月13日、Fitch）[45] ◎
- 洗脳 潜入捜査官 稲場るか（11月19日、バミューダ/妄想族）
- 全国学校映像コンテストグランプリ作品 「私たちは、クラスメイトのAVを撮影しました」 AV Debut?（11月21日、SODクリエイト）
- はだかの家政婦 全裸家政婦紹介所 稲場るか（12月1日、プラネットプラス/裸婦趣向）
- 稲場るかのベロキス逆ナンパ!!（12月6日、クリスタル映像）
- 街角シロウトナンパ! vol.70 ナイトプール編 3（12月6日、プレステージ）
- 昨晩私が抱いたのは、妻ではなく、妻の妹だったかもしれない… 稲場るか（12月7日、JET映像）
- ナチュラルハイ年末スペシャル ホテル痴漢7 中出しSP（12月12日、ナチュラルハイ）
- 稲場るか 高美はるか 19周年記念SP 麻薬捜査官 ヤク漬け膣痙攣（12月12日、アイエナジー）
- SWITCH8周年記念作品 温泉旅行でボインに成熟した6人の親戚のお姉ちゃんたちと混浴スペシャル!ビン勃ちした僕のチ〇コにムラムラが止まらないお姉ちゃんが洗うふりして握りしごいて寸止めしてくるもんで、絶倫覚醒したチ〇コ全員に入れまくり倍返しで仕返しイカセまくってやりました。（12月12日、SWITCH）
- 彼女に振られて落ち込む僕のために 巨尻妹の種付け代行励ましバック中出し 稲場るか（12月13日、MOODYZ）
- 超接写!乳首で何度もイキまくるアルティメットおっぱい Vol.2（12月13日、BAZOOKA）
- 催眠洗脳された制服美少女は嫌がりながらも淫乱ビッチになっていた 学園編 麻里梨夏 望月あられ 稲場るか （12月25日、ダスッ!）
- ナチュラルハイ20周年記念作品 再会中出し痴漢4 完全撮り下ろし2枚組8時間 特大号!!（12月26日、ナチュラルハイ）
- 君が、メスイキできますように♡ 稲場るか（12月27日、ワープエンタテインメント）[46]
- 生徒会長の座を狙うヤリマン女子校生の中出し肉弾選挙戦!! 稲場るか 永瀬ゆい 大浦真奈美 冬愛ことね 浅倉真凛 相澤ゆりな 水無瀬怜奈 七星ここ 五十嵐星蘭 夏原唯（12月27日、Million）
- #はーと#ズッ友だよ（12月27日、＃バリカワ）

- 憧れの巨乳女子大生とヤリたい放題!?‘神乳3’と夢の中出しセックス るか 佐知子 つぐみ（1月1日、unfinished）
- しくまれた媚薬痩身エステ 施術師が怪しいので警戒していたが、秘かに盛られた媚薬でまんまと快楽堕ち!!（1月1日、LEO）※レンタル版は2019年12月27日リリース。
- 女だけの旅行者に逆ナンされて、僕の唇からチ○コまで求められた。初めての女の人に囲まれてのハーレムプレイ映像（1月9日、SWITCH）
- どっくあまちゅあちゃんねる。 vol.1（1月10日、DOC）※「るかてこ」名義、オムニバス作品
- 無類のデカ乳狂いサイコパス肉欲輪姦 稲場るか（1月13日、AVS Collector's）
- 彼女と間違えて妹の方と即ハメ生ピストン! 気づいたのは膣中出しの最中だった!! 4（1月17日、Z-MEN）
- 一般男女ドキュメントAV 狙われたのは妹のスク水と爆乳 発育を見守り続けた変態兄がついに妹を水着のままハメまくった家庭内近親相姦映像（1月19日、DEEP'S）
- 社員旅行でやって来た温泉旅館に男はボク1人だけで、酔っ払った巨乳女子社員たちとまさかの混浴風呂に!! 社員旅行で温泉旅館に来たのはいいけど、男はボク1人なのでこき使われまくり!やっとお風呂で1人になれたのもつかの間、酔っ払った巨乳女子社員たちが入ってきてまさかの混浴風呂状態に!?すると勃起したボクを見て日頃の欲求不満が爆発した巨乳女子社員はハメを外してチ○ポを求めて来た!!こんな時だけ優遇された僕も調子に乗って激しくピストン!会社では絶対見れないイキっぱなしの巨乳女子社員に興奮して何度も何度も中出ししちゃいました!!（1月19日、Hunter）
- シロウトハメ撮りch 2（1月19日、ヌキサシリーグ/妄想族）
- ナチュラルハイ20周年記念作品 図書館で声も出せず糸引くほど愛液が溢れ出す敏感娘 厳選コレクション 50人 3枚組12時間+新作撮り下ろし（1月23日、ナチュラルハイ）※メーカー総集編、新作撮り下ろし映像に出演。
- 今日の女神! 文武両道の女の子は性も一級品! 華道部 るか（1月23日、AKNR）
- 父親に犯され続ける娘の近親相姦映像（1月24日、I.B.WORKS）
- 巨乳保育士さん限定! 「そこの優しそうな保母さん!生パイ見たことのない童貞くんに おっぱい吸わせてあげてくれませんか?」 そのまま乳首チューチューだけのつもりが! 母性あふれ過ぎて童貞喪失筆おろしセックス!までしてくれました。（1月25日、ナンパJAPAN）※「はるか」名義
- 社員旅行で狙われた新人OL（2月7日、LEO）※レンタル版は1月31日リリース。
- 「『私の胸で勃起してくれるかな?』勇気を出して隠してきた巨乳を見せつけて好きな患者を誘惑する内気ナース」 VOL.1（2月6日、DANDY）
- 稲場るかのM男射精遊戯!! 射精願望で満ちたM男たちのこじれた欲望…すべてるかが引き受けます!!（2月7日、クリスタル映像）
- 一般男女モニタリングAV みんなの憧れの巨乳バスガイド限定! 修学旅行中の男子○校生たちのチ○ポの悩みを大きなおっぱいと手コキとフェラで解決してくれませんか!? 服の上からでも分かる巨乳に勃起が収まらない童貞くんを優しく導きながら筆おろし! 我慢できなくなった男子全員のチ○ポも心優しいバスガイドさんは次々と生で受け挿れ連続中出しSEX!! 総発射26発（2月7日、DEEP'S）※「ひなこ」名義
- あの日からずっと…。 緊縛調教中出しされる制服美少女 稲場るか（2月13日、無垢）
- 抜き差しバッチリ!極上パイパンWソープ 稲場るか 愛須心亜（2月14日、Million）
- 【完全主観】 リピーター続出!! 美少女制服イメクラ中出し本番サービス（2月14日、BAZOOKA）
- 出張先の温泉旅館ではだけた浴衣から大きな胸がポロリ! 会社の地味女子社員は隠れ巨乳で超色っぽくて実は何でもヤラせてくれる都合の良い超エロ女子社員だった!! 出張先の温泉旅館で今まで女として見ていなかった地味なメガネっ娘女子社員と一緒に部屋でお酒を飲んでいたら段々と酔っ払ってきて浴衣がはだけて大きな胸がポロリ!!恥ずかしがりながら隠す仕草も妙に色っぽくて…しかも、浴衣がはだけた時にパンチラも見えて…。今まで女として見た事は無かったのに…。気づいた時には完全に女子社員をエロい目で見てました!!そしてボクがエロい雰囲気に持っていこうとしているのに気づいた女子社員はまんざらでもなく地味な見た目からは想像できないくらいエロいキスをしてくるはエロい声を出してくるは…とにかくエロくて何でもヤラせてくれる都合の良いドスケベ女だった!!（2月19日、Hunter）
- ノーハンドフェラは奴隷の証! 2 手を使わずにフェラチオする13人の素人娘（2月19日、かぐや姫Pt/妄想族）
- 裏Gスポットでイカされて自ら腰を振って膣内を擦りつけてくる巨尻娘（2月20日、ナチュラルハイ）
- 【公然羞恥】 ピチピチ着衣巨乳で接客させられた女達（2月20日、AKNR）
- この雰囲気、押せばヤラせてくれるかも?!「お願いおっぱい揉ませてっ!!」「お尻触らせてっ!!」「先っちょだけ入れさせてっ!!」なりふり構わず土下座で懇願っ!!ハメたいスケベ男と、それをさらりとかわすしたたかな女達の挿入を賭けた熱い戦いっ!! ラウンド3（3月6日、LEO）※レンタル版は2月28日リリース。
- 寝取られ子作り旅行 僕と妻の赤ちゃんを授かるために排卵日を狙って来たら、男子大学生たちに妻が寝取られて中出しされまくった（3月1日、ミセスの素顔）
- 誰かに言いたい秘密のエッチ ももか（メンズエステ嬢）・るか（歯科衛生士）・つばさ（家事手伝い）（3月1日、S-Cute）
- 超小悪魔な巨乳義妹とお風呂で二人きり!!で大ピンチ勃起!! 突然出来た義理の妹はとにかく胸が大きい巨乳ちゃんです!! 普段から胸の谷間や胸の形が丸わかりの格好をしているから女に不慣れなボクは目のやり場に困ってしまいます!!そんなボクをからかう義理の妹はエッチ大好きなヤリマン小悪魔タイプ!!ボクに気があるのでは?と錯覚させるくらいベタベタしてきて甘えたり胸を押し当てたりしてボクの反応を楽しんでいます。なんともっと仲良くなりたいから一緒にお風呂に入ろうと言うんです!当然断るもボクが入っていると強引に入ってきて結局、狭いお風呂に二人きり!お風呂が狭いから大きな胸やお尻が当たりまくり!!いやわざと当てにきているのか!?当たっていたら当然フル勃起!!目の前でボクの生フル勃起を見た義理の妹はからかうのかと思いきや表情が一変!お風呂で即フェラ即ハメ要求するド淫乱娘に豹変!!断ることはできず何度も何度も中出ししちゃいました!（3月7日、Hunter）
- 女子校内で超絶大な人気を誇っている姉のおかげで、そんな姉を慕う後輩と毎日エッチなことをしています。 2 お嬢様校の姉は後輩から「お姉様」と呼ばれ慕われているが、家ではひきこもりのボクのいいなりで毎日中出しセックスされ放題。ヤリ過ぎて姉に飽きたボクは別の女とヤリたい!と要求。姉は自分に憧れているカワイイ後輩を家に連れてきて「なんでも言うことを聞いてくれる?」と聞く。憧れの姉に濃厚なキスをされてうっとりする後輩女子は姉の言いなり状態。そんな後輩女子を弟であり獣であるボクに差し出す姉。当然何度も中出ししてやりました!（3月7日、Hunter）
- 最低10発はヌクッ!! 追撃騎乗位ピストンでザーメンを搾り取る何発でも中出しOKの巨乳回春サロン 稲場るか（3月7日、unfinished）
- センズリのお手伝いして下さい! 可愛い女の子に握らせて射精するまでシコらせch 8（3月10日、ブリット）
- ナチュラルハイ イカセ特化型レーベル「アクメ.1919」大全集 8時間（3月12日、ナチュラルハイ）
- えっ?マジ! 発情した女が突然の乱入!? 2人の女にチ○ポを舐めたおされた俺（3月12日、AKNR）
- 街中を走っている美人ジョガーにターゲットを絞ってガチで声掛けでガチナンパ!! 引き締まったボディのマ●コは締りが抜群!! 意識高い系美人ジョガーに元気なザーメン大量中出しSP（3月13日、S級素人）
- 一般男女モニタリングAV 大学生カップル限定ドキドキNTRミッション! Wデートの温泉旅行中に巨乳女子大生が友人の彼氏と寝取られセックスに挑戦! お互いの恋人に気づかれないように徐々にエスカレートする2人の気持ちと身体! 寝ている彼氏&彼女と10cmの距離で中出ししま（3月19日、DEEP'S）
- ワルプルギスの虜 稲場るか（3月19日、バミューダ/妄想族）
- ゾウさんパンツでフェラ13人 ブリーフの先っちょからチ●ポを引っ張り出して喉奥でグポグポする気持ちいいフェラチオ（3月19日、かぐや姫Pt/妄想族）
- おま●この形状まるわかり! 薄いパンツの上からマン汁ぬるぬる透けオナニー 2（3月19日、かぐや姫Pt/妄想族）
- 巨乳すぎる姪っ子と狭いお風呂で2人きり! 可愛く爆乳に成長した姪っ子のおっぱいが当たりまくって思わずフル勃起してしまって…（3月20日、DOC）
- 膣中に出したら罰金だからね 杭打ち騎乗位をわざと止めない小悪魔デリヘル嬢 稲場るか（3月25日、本中）
- 僕の彼女をイキ狂わせた出張美乳エステ 稲場るか（4月1日、ワンズファクトリー）
- ボクのお母さんはAV女優! 父が再婚して新しく母になった巨乳美女はAVに出ていた人だった! 稲場るか（4月3日、クリスタル映像）
- 転生したらオナホだった件 爆乳美少女がオナホに生まれ変わってオナサポ無限ループ 稲場るか（4月7日、桃太郎映像出版）
- 家の中に潜んでいる超敏感絶倫ヤリマン少女は絶対手を出してはいけない相手にしか興奮しない超ド変態! 何回も何回もハメては勝手にイキまくり、逃げる相手を家の中で追いかけ回しては何度も何度も中出しさせる!!（4月7日、Hunter）
- 素人娘の全裸図鑑 11 今時の女の子13名が恥らいながら脱衣していく様子をじっくり撮影した、変態紳士のためのヘアヌードコレクション（4月7日、かぐや姫Pt/妄想族）
- ノーモザイク 鬼フェラ地獄（4月10日、REAL）
- 巨チン姦 大きすぎる!（4月10日、REAL）
- むっちむちのお肉がハミ出ちゃう恥ずかしい薄着のまま部屋を追いだされた隣の爆乳娘 稲場るか（4月11日、Fitch）
- 恋愛に悩む10代女子○生が人生初の追い打ち中出しJ○ソープ体験!! 初めてのローションソーププレイでグチュグチュになったマ○コに素股からヌルっと生チ○ポ挿入!? ヌルヌルで敏感になりすぎたJ○のカラダは無限イキ!! 連続中出し4人合計12発! 2（4月17日、DOC）
- 稲場るかSPECIAL BEST4時間（4月24日、TMA）※単体ベスト
- 近親素股プレイでハプニング!! 妹とセックスの練習中に間違ってヌルンと挿入!!（5月1日、LEO）※レンタル版は4月30日リリース。
- SUPERパックリまんこアップ4時間SP vol.16（5月1日、サルトル映像出版）
- 上京して専門学校から徒歩5分のアパートに一人暮らし!しかし、そこにほぼ毎日誰かしらクラスの女子が泊まりに来る…。 2 初めての一人暮らしで悠々自適の生活!と思いきや夜になると「明日早いから、泊めて〜!」とクラスの女子がやって来るのです。ボクが手を出せない気弱な草食系男子だと分かっているので、安心して泊まりに来ては平気な顔で超無防備な格好でそのまま寝ちゃうんです!胸チラやパンチラしている女子を目の前にしてムラムラするだけで手を出す勇気が無いボク…。生殺し状態で溜まった性欲を一人で抜くためにAVを見るのですが…。夢中でAVを見ていたらクラスメイトの女子がいつの間にか起きていたのに全く気付かず!クラスメイト女子は何も言わず息を潜めじっとAVを鑑賞し興奮状態!さらにボクの勃起チ○ポを見てしまったクラスメイト女子は発情!突然チ○ポを咥えて来てボクを求めてくるのです!我慢していたボクもこうなったら我慢できません!何度も何度も朝まで発射してしまい、夢にまで見たセックス三昧な日々に…!?（5月7日、Hunter）
- ムニュ! 『く、くるしい…』 幼馴染の大きな胸がボクの顔面プレスでフル勃起! 巨乳幼馴染と無邪気にじゃれ合っていたら幼馴染が倒れてボクの顔の上に大きな胸が!! ボクには、小、中、○校になった今でもボクの部屋に遊びに来る仲の良い幼馴染がいる。彼女はとても巨乳でモロタイプなんです!!でもすごく可愛いし性格も良いし頭も良いしスタイルも良いし当然彼氏もいるし…今ではすっかり手の届かない存在に!それでも昔と変わらず超無防備無警戒の格好でボクの家に遊びにやって来るんです!!だから大きくなった胸が服の上からでも丸わかりなんです!そんな格好でじゃれ合っていたら彼女がボクの上に覆いかぶさってきて大きくて柔らかい胸がボクの顔の上へ!!こりゃーたまりません!!当然フル勃起!!勃起していたらニヤニヤした幼馴染が『何か硬いモノが当たってるよ…』と意地悪そうに言ってボクの勃起に気づいたと思ったら腰をぐりぐりと円を描くように動かし始めて発情!!そしてボクの勃起チ○ポに貪りついてきて何度も何度もおねだり中出しFUCK!!（5月7日、Hunter）
- 素人ナンパでセンズリ鑑賞 9 見るだけでいいんです!だからちょっと僕のチ●ポ見てもらえませんか?（6月7日、かぐや姫Pt/妄想族）
- クジラックス作 どきどき♡ チケットチャレンジ! 実写版 稲場るか（6月11日、SODクリエイト）
- 酔い潰すまであと3杯! 気弱な部下を酔わせてハメようとしたらW肉食スケベ痴女に豹変してヤられた（6月11日、DANDY）
- 巨乳妻 秘薬 アクメ潮吹きエステ（6月15日、ロータス）
- 「私だって、私だって…本当はめちゃくちゃエッチしたいんだから!!」 可愛いのに自分の魅力に気づいていない色気のない地味女が実は超ムッツリドスケベ性欲モンスターだった!! モテないボクでも身近にいる地味女には気を使わず話せるんです。そんな地味女が実は超ムッツリ!誰も知らないその秘密をボクだけが知ってしまうと、今まで隠していてそこにも発散できないでいた地味女の溜まりに溜まった性欲が一気に爆発!普段の姿から想像できない程のエロさに大興奮!ボクの勃起史上一番のカチコチ超絶勃起!ド淫乱女に豹変した地味女は強引にチ○ポを求めてきてメチャクチャエッチさせられちゃいました!!（6月19日、Hunter）
- 素人娘のおま●こ図鑑 3 じっくりおっぴろげ女性器コレクション13人（6月19日、かぐや姫Pt/妄想族）
- セックスよりも気持ちいい 高○生の初めての口内射精 フェラチオ優等生15人 第2巻（7月7日、桃太郎映像出版）※「なみ」名義、オムニバス作品
- 稲場るか 解禁 緊縛巨乳縛り（7月10日、REAL）
- 人妻媚薬発狂イキ 性欲爆発潮吹きオナニー Vol.3（7月15日、ロータス）
- おっぱいで超誘惑してくる新人セクキャバ嬢 稲場るか（8月7日、unfinished）
- 憧れの巨乳女子大生とヤリたい放題!? “神乳4”と夢の中出しセックス るか 佐知子 ねね えな（8月7日、unfinished）
- 夜行バスで声も出せずイカされた隙に生ハメされた女はスローピストンの痺れる快感に理性を失い中出しも拒めない 女子○生限定 5（8月13日、ナチュラルハイ）
- 彼には言えない。 クレーム係という仕事。 稲場るか（8月13日、ダスッ!）
- ダブルHカップおっぱい ぷるんぷるん マイクロビキニ巨乳 真夏のプールサイドセックス 森本つぐみ 稲場るか（8月14日、Million）
- Hcup 爆乳の痴女っ子 “ばーるか”が服を着たままローションまみれでにゅるにゅる誘惑 むっちむち肉感ボディ 超密着エッチッチ5シチュエーション 稲場るか（8月25日、kawaii*）
- 憧れのカノジョ 稲場るか（8月28日、クリスタル映像）※単体ベスト
- セクハラ!ぶっかけ!中出し! 巨乳ムチムチオフィスレディ性欲処理係 野々宮みさと 稲場るか 吉根ゆりあ 本真ゆり（9月1日、MOODYZ）
- しっとり艷やかな髪コキで発射しまくり! 精子まみれに汚れた黒髪! ザーメンが絡みつくロングヘア!（9月1日、ブラックドッグ/妄想族）
- 一般男女モニタリングAV 素人大学生限定 友達同士の男女がザーメン20mlを溜めるまで出られない密室からの脱出に挑戦! 5 女子大生が男友達を射精させるために恥じらいながらも手コキ・オナホコキ・フェラ・セックス! 何発出しても萎えない友達チ○ポと大量の精子を目の当たりにして思わず濡れる女子大生マ○コは性欲のままに何度も生挿入で連続中出し!（9月7日、DEEP'S）※「みさき」名義
- 中出し孕ませ新婚生活 稲場るか（9月11日、Million）
- 女子●生の超敏感な乳首をイジくりまくり感度MAXで激イキSEX! 2（9月11日、BAZOOKA）
- ついに発見!! 世間から忘れ去られた過疎地でひっそりと営業する究極のちょんの間では時間無制限、中出しオプション標準装備で精子が果てるまで連続射精が体験できるらしい!! 徹底SCOOP!! 第3弾（9月11日、SCOOP）
- 教え子の家出ギャル2人組がボクの家で悪ノリ巨乳見せつけ。 教師失格ギン勃ちチ●ポでギャルマ●コに24時間中出ししまくった。 稲場るか 今井夏帆（9月13日、E-BODY）
- ウエット & メッシー WAMイキ!全身汚れまくった女たちが絶頂痙攣しまくりの狂乱アクメ!!（9月19日、ブラックドッグ/妄想族）
- お願いを断れず献身的なパイズリ挟射で性処理してくれる巨乳看護師（9月24日、DANDY）
- 稲場るかBEST!!（10月7日、桃太郎映像出版）※単体ベスト
- 朝昼晩射精付き 巨乳女将が10発射精するまで帰さない 癒しのセックスでお客を虜にする温泉旅館（10月9日、BAZOOKA）
- 拗れたヲタクに狙われた 男を知らない 地下裏アイドル 何度もレ○プされてしまいました。（10月23日、MBM）
- 隣の地味な女子大生は隠れ爆乳の眼鏡腐女子 稲場るか（10月25日、h.m.p DORAMA）
- サキュバステードライフ 原作 笹森トモエ シリーズ累計20万部売上 長編作第一弾を実写化! 稲場るか（11月1日、MOODYZ）
- いじわるご奉仕 癒しの巨尻ソープ嬢 稲場るか（11月1日、MARRION）
- 激しくハメたくなる従順爆乳 稲場るか8時間BEST（11月1日、Fitch）※単体ベスト
- 潜入!! 噂のリンパマッサージ店 4「裏オプション、いかがなさいますか?」（11月6日、LEO）
- 外国人専用ソープ ブラックペニスの虜になった湯女 稲場るか（11月7日、アタッカーズ）
- 相手先の絶倫部長に仕組まれて何回も中出しされました 稲場るか（11月7日、unfinished）
- 稲場るか ぷるるんHカップ巨乳おっぱいBEST8時間（11月13日、MOODYZ）※単体ベスト
- 絶対寸止めしてくる小悪魔挑発姉妹 松本いちか 稲場るか（11月19日、MARRION）
- 爆乳娘二人とまさかの相部屋 オトナになっていた姪っ子二人のおっぱいブルルン激しく揺れる汗だく騎乗位で交互に、何度も、中出しさせられた僕 佐知子 稲場るか（11月25日、痴女ヘブン）
- 催眠 × 寝取りの最高峰! 原作:愛上陸「催眠性指導」シリーズより 催眠性指導 4 妊娠体験指導 北条麻妃 稲場るか（12月7日、マドンナ）
- 内緒の昼顔 出会いの多い配達で 稲場るか（12月10日、タカラ映像）
- ぬるてかローションで巨乳を擦りつけ、兄を誘惑する潤滑姉妹の奪い愛。 稲場るか 椿りか（12月13日、ダスッ!）
- 「好きです」工場勤務の地味めな女の子に告白されてOKしたら実はド淫乱で8発連続でヤられた話 稲場るか（12月13日、アリスJAPAN）
- 巨乳母娘WNTR上京してきたデカチン従兄弟に息子の目の前で種付け交尾されまくる巨乳母娘の3日間 稲場るか 真木今日子（12月17日、グローリークエスト）
- どっちと…する? 清楚な先輩? 勝気な幼馴染? 亜矢みつき 稲場るか（12月25日、kawaii*）

- 「完売しました」コミケまでの半年間エロ漫画を描くために金玉枯渇SEXし続けた 原作・TDTK エロに貪欲な若者の青春を描いた大ヒット同人漫画を本格ドラマで実写化! 稲場るか（1月1日、MOODYZ）
- えっ!! 友達のカノジョが僕の布団の中に潜り込んできたっ?! 「ねえ、しよっか? 布団の中だったらバレないからしてもいいよ♡」3（1月2日、LEO）
- 一ヶ月間の禁欲の果てに、今日から24時間ずっと親友の彼女に射精管理され続け、最後は杭打ち騎乗位でエンドレス中出し発射! 稲場るか（1月7日、unfinished）
- 姉交換NTR 「俺の姉ちゃんのデカ乳揉ませてやるから、お前の姉ちゃんのデカ乳揉ませろよ」 真夏の田舎で再会した思春期4人のセックス覚えたて猿並み性交 稲場るか 凪沙ゆきの（1月13日、E-BODY）
- 息子が中出ししたらお掃除フェラして強制勃起させ再び挿入金玉カラッポになるまで終わらない近親エンドレス相姦 稲場るか（2月7日、VENUS）
- バブみ全開!! 大人を預かってくれる巨乳無認可保育園 4（2月12日、BAZOOKA）
- オヤジって乳首責められると変な声出すからベロキスで黙らせてやるからな! こねくり小悪魔の唾液ベトベト常にギュ～ンSEX 稲場るか 奏音かのん（2月13日、MOODYZ）
- 漫画研究部のオタ女子二人とセックスの研究をしまくった文化祭前夜 弥生みづき 稲場るか（2月25日、h.m.p DORAMA）
- M男クンのアパートの鍵、貸します。 稲場るか（2月27日、ワープエンタテインメント）
- 媚薬緊縛レイプ 女たちを薬漬け姦淫!（3月1日、ワルハラ）
- 鬼パイズリ地獄 稲場るか（3月12日、REAL）
- 先月フッた地味ダサ女子大生があざとエロいニットワンピで挑発してきて俺はもう限界かもしれない 稲場るか（3月13日、アリスJAPAN）
- パパ活 小遣い欲しがる巨乳ロリ二人を放課後ラブホで大人買い中出し。 稲場るか 凪沙ゆきの（4月1日、MOODYZ）
- SUPER COMPLETE BEST 稲場るか（4月23日、Million）※単体ベスト
- 食べたい彼女と食べられたい僕。 突然女性用下着メーカーに配属され、そのあまりの過激さに狼狽える僕を見てS心が疼いた年下の♀先輩に、「指導」の名のもと逆セクハラで徹底的に射精管理されました…。上原千明 稲場るか（5月7日、犬/妄想族）※女性向け作品
- 【日常エロ】偶然遭遇した夢のようなエロシチュエーションで普段なら絶対無理めな彼女とのラッキースケベな体験がコチラ 2（5月7日、LEO）
- 360度おっぱい天国!! ボクだけを愛してくれていっぱいイカせてくれる 夢の一夫多パイ新婚性活 稲場るか 羽生アリサ 松本菜奈実（5月13日、Million）
- 【奇跡】デリヘル呼んだら地元の巨乳な友達で非常においしい思いをした件!! 6（5月13日、BAZOOKA）
- ロリ顔爆乳娘はオジサンに欲情してムッハー暴発! 卑猥語女 稲場るか（5月19日、MARRION）
- ロリっ娘天国サンドイッチ 自慢のカラダで仲良くチ●ポをぱっくんちょ 稲場るか 松本いちか（5月25日、ダスッ!）
- 入院中は常に射精! エロ過ぎ白衣の巨乳ナース4人組 有岡みう 稲場るか 初愛ねんね 香坂紗梨（6月7日、unfinished）
- 悪エロガキの巨乳奥様狩り VIII 稲場るか（6月13日、クリスタル映像）
- 拷虐囮捜査官 -PERSONA- episode1 残虐捕獲作戦に狂い泣く生贄の蕾 稲場るか（6月13日、BabyEntertainment）
- BHLC-Boin High Leg Cut- ハイレグレオタード巨乳オイルファック（6月13日、BAZOOKA）
- ささやき淫語で男性を確実に昇天させる絶品中出しチャイナエステ 4（6月13日、BAZOOKA）
- 産婦人科痴漢!! 13  何も知らない若妻に治療と称して中出しまでっ!!（7月9日、LEO）
- M性感巨乳限定デリヘル（7月13日、BAZOOKA）
- ド淫乱なW爆乳むっちりママが客を喰いまくる逆3Pスナック! 稲場るか 姫咲はな（8月1日、Fitch）
- 挑発面接室 稲場るか（8月6日、ワープエンタテインメント）
- 危険日直撃!! 子作りできるソープランド 30 稲場るか（8月12日、Mr.michiru）
- いきなり逆ナンハーレムワゴン ダサいオンナとSEXするならウチらとパコろうよ!! 田中ねね 稲場るか（8月19日、kira☆kira）
- 凄テクでノンケ巨乳がイキ狂う レズ堕ちポルチオエステ 稲場るか 宮村ななこ（8月19日、レズれ!）
- 逆セクハラ! 逆レ●プ! 校内で噂の巨乳ビッチ3人組から【乳首・アナル・亀頭】女子●生ハーレム3点責めで犯された僕(教師)。 月野かすみ 姫咲はな 稲場るか（8月13日、E-BODY）
- 魔の媚肉激震貫通マシーン Part3 狂おしき絶頂地獄の操り人形たち（8月19日、Baby Entertainment）
- 稲場るかのおっぱい SEX BESTコレクション（8月27日、MBM）※単体ベスト
- おしっこ114連発 98人（9月2日、グローリークエスト）
- 憧れの巨乳ウエイトレスとヤリたい放題! 神乳3人と何度も何度も射精&中出ししまくった僕 稲場るか 百永さりな 弥生みづき（9月14日、unfinished）
- 巨乳デリヘル 稲場るか（9月21日、ゲインコーポレーション）
- タンクトップから横乳ポロリ?! 巨乳娘が引っ越してきて人生変わったwww（10月8日、LEO）
- チクビアン 2 ビンビン乳首こねくりレズ性交（10月26日、レズれ!）
- 【悲報】このあとこの巨乳ちゃんたちがマッサージ師のおじさん達に美味しくいただかれるっ!!（11月5日、LEO）
- 噂のアイドル女子校生は爆乳でおじさんを誘惑する小悪魔痴女 稲場るか（11月9日、デジタルアーク）
- オイルと汗でテッカテカ!! 必ず男をイカせる巨乳痴女パーソナルジム -W BOIN SPECIAL- 稲場るか 有岡みう（11月9日、Million）
- オトコを拘束し弄ぶ爆ヌキ射精術 攻撃的ヌルヌル乳圧でこってり搾り取る店舗型パイズリclub（11月9日、BAZOOKA）
- 保健室アスリートオイルデトックスコー! 試合までに私を仕上げてください!!（12月10日、LEO）

- 爆乳逆バニー男潮吹くまでPtoPご奉仕中出しFUCK 稲場るか（1月27日、Materiall）
- 色気ムンムン女上司に仕組まれた相部屋マラ喰い逆NTR 朝までムチ乳デカ尻中出しプレスで12発ヌカれたボク… 稲場るか 松本菜奈実（2月1日、ワンズファクトリー）
- 発射無制限! 抜き差しバッチリ! 過激パイパン裏デリバリー お店には秘密のナマ本番連続中出し（2月8日、BAZOOKA）
- 都合のイイ地味メガネ巨乳 乳首ビンビンいいなり後輩OLムチムチボディを揉みまくり朝まで、何度も、中出し交遊録。 水原みその 稲場るか（3月1日、MOODYZ）
- 立場逆転で性感帯を3点同時責め! 巨乳の義妹達に絶倫童貞チ○ポを犯され続ける強制ハーレムSEX さつき芽衣 稲場るか 結城りの（3月1日、Fitch）
- ぷにもちオッパイで男を抜きまくる全裸バニーのパイズリ喫茶ハーレム 稲場るか 吉根ゆりあ 宝田もなみ（3月8日、Million）
- 稲場るか EXTRA COMPLETE BEST（3月22日、Million）※単体ベスト
- 寝取られ巨乳妻! 08 隣で旦那が寝ているのに、オイルマッサージで声を我慢しながら悶絶イキ!! 完全撮りおろし 稲場るか 朽木乙葉（3月26日、ビッグモーカル）
- 担任教師の僕は生徒の誘惑に負けて放課後ラブホで何度も、何度も、中出ししてしまった… 稲場るか 美園和花（4月5日、MOODYZ）
- 焦らして焦らして何度も寸止め! アナルリップさせてくれる乳首弄りベロキス小悪魔の中出しM男宅訪問 稲場るか（4月21日、Materiall）
- ド田舎で退屈した地味メガネ巨乳密着おっぱいハーレム デカ乳娘に囲まれ! 挟まれ! 中出しさせられた夏休み 有岡みう 稲場るか 佐知子 姫咲はな（5月3日、MOODYZ）
- これが本気のアヘ顔!! 私、イクとこんな顔になっちゃうのSP 4（5月12日、LEO）
- 唾液ダラダラ顔面deep舐めフェラチオ（7月21日、Materiall）
- まるっと! 稲場るか（8月5日、プラネットプラス）※単体ベスト
- 素人ホイホイ×MBM 最強ツヤさら やまとなでしこ黒髪乙女 撮り下ろし3名（8月19日、MBM）
- 裏オプの女王!! 男を確実にイカせる妙技と未体験オプションの数々!! これがリフレ嬢の匠の技だっ!!（12月15日、LEO）

- 最後にして最高、感謝の永久保存版 AV引退 稲場るか 26タイトルMEMORIAL BEST 2019-2022 3年間の軌跡（5月9日、BAZOOKA）※単体ベスト
- 体育会系スポーツ女子は膣内筋肉が発達しているよ汗だく汁だくアスリートファック!!（6月15日、LEO）
- 吸引力抜群のザーメン姉さんたちヌキテクで昇天!! 最強痴女Wフェラ＆W手コキの極!!（11月9日、LEO）
- 【無断中出し】膣がキツキツだから我慢できません! 制服ツルマン巨乳ちゃんだけSP!（11月28日、宇宙企画）
- 産婦人科痴漢 乳がん触診編 17人（12月7日、LEO）

- 稲場るか SUPER BEST（1月5日、LEO）※単体ベスト

#### 莉々はるか 名義
- 莉々はるか E-BODY専属復活デビュー ～空白の2年間を経た彼女の’素顔’を魅せる完全ノーカット3本番～（6月18日、E-BODY）
- 局地的豪雨で後輩女社員と相部屋 濡れた豊満巨乳と痴女テクに一晩で寝取られた既婚者の僕 莉々はるか（7月17日、E-BODY）[47]
- 地味眼鏡OLだけど… 巨乳でスケベで痴女だったら興奮してくれますか? 莉々はるか（8月20日、E-BODY）
- 街で見かけたら鷲掴みしたくなる 犯罪的着衣巨乳ちゃんの誘惑 僕らの夢を叶えるスケベ妄想4シチュエーション 莉々はるか（9月17日、E-BODY）
- 7種のおっぱい強調コスプレと チ○ポ馬鹿になるほど気持ち良いパイズリ挟射 莉々はるか（10月15日、E-BODY）
- 真夏に預かった物静かな親戚の娘のたわわに発育した胸に興奮して犯すも… 気がつけば逆に喰われていた。 莉々はるか（11月19日、E-BODY）
- 「ザコなカテキョのくせに中出しする度胸だけはあるんですね」 大人を色仕掛けでバカにしてくる文学系爆乳マセガキに負かされたい… 莉々はるか（12月17日、E-BODY）

- 巨乳すぎる幼馴染が今度働く健全メンエスの施術練習に付き合ったら際どいマッサージにフル勃起した僕を見かねてた～っぷり抜いてくれる完全主観オナニーサポート 莉々はるか（1月21日、E-BODY）
- 都会で童貞を馬鹿にされ帰省したら僕を可愛がる母性丸出し巨乳お義姉ちゃんたちとの筆おろしと甘々SEXで7発射精させてもらった 莉々はるか 宍戸里帆（2月18日、E-BODY）[48]
- 僕がずっと前から好きだった真面目な文学系幼馴染は、嫌いなヤリチン先輩に染められ、調教され、寝取られ堕ちた。 莉々はるか（3月18日、E-BODY）
- -実写版- 巨乳の友達と付き合うまでの話 前編 莉々はるか（4月1日、MOODYZ）
- 残業中に大雨で帰れなくなり世話焼きな同僚宅に泊まることに… 濡れた美巨乳と無防備なパジャマ姿に興奮した僕は嫁がいるのに朝まで何度も不倫中出し 莉々はるか（4月15日、E-BODY）
- 豊満Ｈcup性感開発 × 乳揺れ大痙攣 × 媚薬漬けアクメ 莉々はるか大覚醒! 人生最大オーガズム（5月20日、E-BODY）
- SNSフォロワー10万人超え! 大人気巨乳コスプレイヤーのオフパコ生々ハメ撮り映像 莉々はるか（6月17日、E-BODY）◎
- 大人気Hカップ女優の奇跡的カムバックから1年 莉々はるか 初ベスト 最新10タイトル12時間（7月15日、E-BODY）※単体ベスト
- 「この貧乳女だれ!? 男友達と飲んでたんじゃないの!?」 ボクが2度と浮気しないように毎朝毎朝、出勤前の朝勃ちチ●ポをドエロい嫉妬パイズリでヌキまくってくる激おこ彼女 莉々はるか（7月29日、E-BODY）
- 痴漢嫌がってるのに… 大きく柔らかく発育中のHcup制服巨乳を揉まれるほど変態みだらになっていく思春期少女。 莉々はるか（8月19日、E-BODY）

### アダルトVR

#### 稲場るか 名義
- ボクだけが知っている、妹のクラスメイトのこっそりボイン。 バレたら恥ずかしい! Hカップ爆乳コンプレックスを克服するためにおっぱいモミモミOKな制服美少女VR!!（6月13日、ワンズファクトリー）
- ロケット神巨乳の『るかちゃん』と狭い車内でラブラブ密着♡中出しカーSEX!（6月14日、こあらVR）
- 【パパ活\動画】 童顔ボインJ●るかちゃん♡ オジサンの乳首イジメSEX（6月18日、こあらVR）
- 教え子は地味眼鏡のむっつりスケベで隠れ巨乳（7月5日、unfinished）
- 大量! ヌルヌルローションで極上ご奉仕してくれるボクだけのHカップ巨乳メイドVR（7月10日、ワンズファクトリー）
- これからこの娘をハメ撮ります。黒髪パイパン巨乳 るか（7月18日、CRYSTAL VR）
- 何度も繰り返すキスと超接近するHカップ/ワキ/ヒクつくアナルと下乳が絶景な立ち手マンと耳舐められ手コキとパイズリと正常位と片耳から喘ぎ声が聞こえて目の前でオッパイがたゆんたゆん揺れる騎乗位と抱き寄せ【生中出し】（7月26日、アリスJAPAN）
- 乳首責め専門デリヘル嬢に騎乗位で生中出し るかさん(19)（7月26日、Mr.michiru）
- 若女将が最高のおもてなしで射精へと導く回春旅館 其の三（7月27日、KMPVR）
- （悪徳）医師になれる! 巨乳女子大生触診体験VR 被験者るかさん20歳（8月2日、unfinished）
- 【超高画質HQ版】 プール痴漢VR（8月8日、SODクリエイト）
- トータルバスト300cm! おっぱいいっぱいパラダイス!ボインなママ友が次から次へと群がってくるラッキーエロ展開VR（8月9日、MOODYZ）
- 爆乳&神乳 初心なGcup J●（8月24日、KMPVR-bibi-）
- 稲場るか Hcup神巨乳 制服美少女「これが私のおっぱいだw」（9月7日、ブイワンVR）
- 心もカラダも解放した贅沢な時間 V.I.P御用達の会員制ねっとり焦らしM性感（10月9日、KMPVR -bibi-）
- 後ろからムギュッ!!って服従させて、最後は谷間にパイズリ挟射 ver.VR（10月30日、ワープエンタテインメント）
- 巨乳三姉妹の末っ子と付き合ってる僕。ある日彼女とのえっちをお姉さんたちにみられてしまい…。天使の囁きと悪魔の囁きで僕を誘惑してくるお姉さん達に翻弄されていると彼女に見つかってしまい、まさかの巨乳三姉妹どんぶり（11月1日、unfinished）
- 稲場るか カーセックスVR「…ダメ、ここでしましょ」巨乳でパイパンでかわいい後輩と車の中で大胆セックス!（11月21日、CRYSTAL VR）
- HQおっぱい共演!!温泉旅館でぷるるん爆乳ピンクコンパニオンにまとめて中出しVR!! 混浴パイズリ&宴会遊び4P&ラストは桐谷まつりの逆夜這い汗だくSEX!（11月28日、MOODYZ）

- ボクの家庭教師は優しくて美人で巨乳な日本一のエロマン先生!?（1月1日、クリスタル映像）
- 家庭教師を頼まれ10年ぶりに会った親戚は… Hcup&Jcupの痴女っ子Wボイン双子姉妹!童顔だけど早熟な肉体…勉強そっちのけでエッチ三昧!?ローションだっくだく前後左右から爆乳サンドイッチ逆3P（1月9日、kawaii*）
- HQ超高画質! 結婚初夜に童貞喪失! デカ乳新妻が優しくエッチを教えてくれた…初体験のキス/オッパイ揉み/パイズリ/フェラで大暴発!肌が触れ合う濃厚密着SEXで何度も膣内射精!（2月4日、V&R PRODUCE）
- 今日は全裸の日だよ!?転校した学校は金曜日に服を着て登校したら退学だった VR 転校生の初全裸登校編（2月7日、ナチュラルハイ）
- 結婚初夜に童貞喪失! デカ乳新妻が優しくエッチを教えてくれた…初体験のキス / オッパイ揉み/パイズリ/フェラで大暴発! 肌が触れ合う濃厚密着SEXで何度も膣内射精!（2月4日、V&R PRODUCE）
- 逆セクハラ健康診断（2月10日、unfinished）
- 塩対応だったデリヘル嬢を連続指名→本当の愛へ（2月12日、KMPVR-bibi-）
- 稲場るか すいません許してください! 何でもしますから! 極上画質で巨乳美少女を示談の条件として辱めるVR体験。強●ストリップから、屈辱のご奉仕。こんなかわいい子と好き放題SEXできちゃうなんて!（2月26日、DynamicEyes）
- HQ超高画質!【赤ちゃんプレイ風俗体験VR】母性溢れる制服姿のデカ乳ママがボクに優しくキス/おっぱい揉み/授乳手コキ/フェラ/パイズリ! 大きくて元気なおちんちん見て騎乗位生挿入！ママのおま○こにおち○ぽミルク大量発射!（3月25日、V&R PRODUCE）
- 混沌の街でエロく輝く伝説の不夜城が日本上陸!! 業界激震レベルの無敵キャストが集う史上最高のSexy Bar（3月25日、KMPVR-bibi-）
- 共学初年度 元女子校に入学した男子は僕ひとり!? 先輩お姉さん達の部活勧誘がエロすぎて毎日金玉カラッカラ! 邪魔者一切なし! 1対9のハーレム学園天国!!（3月26日、kawaii*）
- 国宝級の巨乳を持つ彼女の妹に迫られ続け始まったイケナイ中出し三角関係（4月15日、KMPVR - bibi -）
- HQVRで帰ってきた! 完全再現度アップ! リアル過ぎる制服見学店 マジックミラー越しに至近距離でパンチラ・胸チラ・疑似フェラ＆セックスをガン見!!（4月17日、kawaii*）
- SEXをしないとここから出られません! 極上画質でなぜか密室でかわいい同級生と二人っきり。エッチなゲームをクリアしないと助からないって、え!? どういう事? ソウ言う事?（4月20日、DynamicEyes）
- HQVRで覗きまくる!! 神出鬼没の超淫乱ゲリライベント スケスケのセーラー服でおっぱいポロン＆マンモロ! マジックミラー越しに制服美少女と疑似セックス（5月14日、kawaii*）
- 誘惑居酒屋 稲場るか（5月15日、ドリームチケット）
- 稲場るか 谷間が深い! エロ攻撃力が高過ぎるボクの新しいお母さんは巨乳で巨尻でナイスボディ!（6月17日、CRYSTAL VR）
- HQ 劇的超高画質 巨乳J● 恥辱の交換条件 部活でのイジメを解決してもらう為、監督に身体を捧げる（6月19日、ブイワンVR）
- WパイパンW爆乳の後輩にたっぷり朝まで痴女られヌキヌキ（7月17日、KMPVR-彩-）
- いちゃラブ天井特化アングルVR ～るかチャンのおっぱいをひたすら下から見る～ 稲場るか（7月31日、KMPVR）
- レギンスVR ～むちっとした肉感にパツパツのレギンスがたまらない～（8月26日、KMPVR-彩-）
- 絶望監禁 平穏な日常をノリノリで壊されたボク（8月31日、KMPVR-彩-）
- ようこそ【乳フェチ倶楽部】へ ～フルコースで味わうAAAランクの爆乳と痴女プレイ～（9月4日、CASANOVA）
- 黒髪で純朴で控えめだった初恋相手と久々に再会したら…えちえちギャルに変貌!? むちむち太ももパンチラ＆Hカップ胸チラに完全ノックアウト! されるがまま筆下ろしされた最高の童貞卒業体験（9月7日、kawaii*）
- Bunny Girl VR Palace（9月11日、KMPVR）
- 巨乳女体化VR（9月17日、KMPVR）
- 天井特化アングルVR ～キス・顔舐め・顔騎編～（9月24日、KMPVR）
- 都内某オナクラ店のオナサポ制服美少女 ～小悪魔的な淫語とヌキテクで射精を導く極上センズリナビゲート～（10月2日、CASANOVA）
- 稲場るかの一緒にトレーニングしようよ! ばーるかの爆乳爆尻が目の前で大暴れ! 顔なめ最高! 極上BODYと超幸せエッチ!（10月15日、CRYSTAL VR）
- いつも一人焼肉してる爆乳ちゃんをナンパしたら… 依存体質で嫉妬深くてストーカー気質なメンヘラ地雷オンナだった!! 絶対生ハメなんてアカン! でもこのオッパイの前に理性無効化… むちむちくい打ち騎乗位で強制子作り中出し（10月19日、kawaii*）
- 新・ボクのことを好き過ぎるご奉仕メイドとのなんともうらやましい日常。完全版（10月22日、CRYSTAL VR）稲場は特別出演。
- 「朝まで二人っきりですね。」 同窓会で久しぶりに再会したかつての教え子・るかに持ち帰られた僕は当時を思い出しながら一晩中、学生コスでヤリまくった。（11月20日、マドンナ）
- ぷるんぷるんなH乳プレイが贅沢に味わえる おっぱい専門のオイルマッサージ店（12月11日、P-BOX VR）
- 女尻オナニーVR（12月21日、KMPVR）
- 四性鬼神 ～神に選ばれしもの～（12月25日、KMPVR-彩-）

- 今日から俺はグラドル事務所の社長! Kcup&Hcupモデル達のおっぱいに囲まれ枕営業アピールされまくってますww（1月7日、E-BODY）
- 見境なく男を食べ尽くす誘惑温泉 追撃型の無差別舐めプレイで好き放題痴女られたボク（1月20日、KMPVR-bibi-）
- Hカップ! 肉食爆乳レイヤーと個撮生ハメ! どちゃシココスでグイグイこられて我慢できずにパイパンマンコに夢中でオフパコ!（1月22日、KMPVR）
- 天井特化アングルVR 絶頂リラクゼーションASMR ～淫音と淫語で快楽射精!!～（1月22日、KMPVR）
- 汚しまくれ。男の生臭い精子を塗りたくれ!! 女子校生に顔射するVR（2月5日、KMPVR）
- ピンチはチャンス! 二股がバレると僕を奪い合い過激サービス Icup&HcupのWおっパブ嬢が接客そっちのけでエッチ三昧! 天井特化アングルでおっぱいパフパフ前後左右から爆乳サンドイッチ逆3P（2月8日、kawaii*）
- 巨乳一家の連れ子になった僕の風呂から始まるハーレム生活（2月22日、TMAVR）
- 食い込んだ競泳水着で顔騎されるVR（3月16日、KMPVR）
- 至近距離淫語×ヌルテカオイルで優しく男をイカせる絶頂中出しチャイナエステ（4月9日、KMPVR-bibi-）
- 巨乳天使の微笑み調教（4月20日、KMPVR）
- 姉の胸チラ（4月22日、TMA）
- M男責め（5月21日、CASANOVA）
- 巨乳見せつけ&顔ガン見オナニーに感激! 谷間見せつけプレイに大満足! ボクのことを好き過ぎるご奉仕メイドとのなんともうらやましい日常。（5月22日、CRYSTAL VR）
- 天井特化アングルでオナニー見せ合うVR（5月26日、KMPVR）
- パニック・ソロキャンプ ノーブラ巨乳Y●u Tuberが熊に追われて俺のテントに転がり込んできた!! 恐怖で乳首がピン勃ちのまま「助けて!」と俺にしがみついてくる! 「チャンネル登録者にはぜっっったいにナイショですよ」（5月27日、ファンタジスタVR）
- おっぱい見せてって妹に本気で頼んでみた（5月28日、TMA）
- え! こんな若い子が! 放尿中のチ○ポを見つめてくる巨乳清掃員のフェラチオ誘惑（7月6日、RADICAL）
- JKリフレ MIRAI 秋葉原店リアル体験!!（7月25日、Yellow Pinkman）
- パンチラ×太もも×ニーソ 絶対領域VR 4（9月11日、CRYSTAL VR）
- 【時間無制限! 発射無制限!】【むっちり神乳Hカップ】極上ご奉仕で一滴残らずザーメン搾取された【指名No.1泡姫】のローションぬるぬる【超高級中出しソープ】（9月23日、こあらVR）
- パンチラ×太もも×ニーソ 絶対領域VR 5（10月2日、CRYSTAL VR）
- 【悪徳マッサージ】施術初体験の天然Hカップ美女に日本未承認【超強力媚薬】を使うと淫乱覚醒! 【エビ反り痙攣絶頂】を繰り返す早漏美女と【挟射・顔射・連続中出し】キメパコSEX（10月23日、こあらVR）
- あなたの涎をもっと飲ませて♡ -美女に涎を飲ませるVR-（11月5日、KMPVR）
- ゼロ距離陰部!! 窒息脚顔騎（11月10日、KMPVR）
- オトコを狂わせる巨乳×巨尻の禁断ボディが織りなすW逆夜這いスペシャル in 密室ホテル（11月19日、KMPVR）
- VRでも危険日直撃!! 子作りできるソープランドVR（11月25日、Mr.michiru）
- 女子校生のお尻を愛撫し続ける桃尻イカセVR（12月14日、KMPVR）
- 机の下から女子校生にイタズラするVR（12月16日、KMPVR）

- 大のオトナを甘えさせおっぱい堕ち 巨乳病み風俗（1月14日、KMPVR-bibi-）
- 【KMPVR-bibi-リニューアル記念特別版】 ヨーロッパ最大最強風俗が日本上陸!? 本番オールOKの奇跡! その名もFKK!! 男の夢×ロマンを完全に凝縮!! 紳士の国でしか味わえない風俗の祭典へ大潜入!! （2月10日、KMPVR-bibi-）
- 《領域展開/地面特化×天井特化》究極3P密着サンドイッチセックス。Hカップの巨乳を前後左右に完全包囲で射精してもやめてもらえない絶頂射精ソープ さつき芽衣 × 稲場るか（3月2日、SODクリエイト）
- 張りと弾力MAXのHカップ 稲場るか COMPLETE SPECIAL BEST（3月13日、KMPVR）※女優ベスト
- KMP20周年記念! セックスは世界を救う! 究極のピースフルオフパコ開催スペシャル!! ～天井特化騎乗位で5回連続ヌイてあげる～ 枢木あおい 稲場るか 松本いちか 宮沢ちはる 皆月ひかる（4月1日、KMPVR）
- 人気AV女優とハーレムシェアハウスSP 枢木あおい 稲場るか 宮沢ちはる（4月23日、KMPVR）
- 【囁き淫語 & 舐め特化VR】16人完全撮りおろし（5月19日、こあらVR）
- 帰省先のド田舎で爆乳娘二人と相部屋VR おっぱい挟み撃ちで何度も中出しさせられた僕 2SEX 20射精 210分 佐知子 稲場るか（5月24日、痴女ヘブン）

#### 莉々はるか 名義
- 巨乳家庭教師にお風呂を貸して覗き見していたら…  バレたけど優しく受け入れてくれてズブ濡れ性交補習をしてくれた 莉々はるか（6月29日、E-BODY）
- 入院で強制禁欲状態なアナタのオナニーサポートをしてくれるご奉仕大好き爆乳ナース 莉々はるか（11月24日、E-BODY）

### ネット配信
- 【初撮り】ネットでAV応募→AV体験撮影 987 るか 19才 某テーマパークのキャストさんが人に夢を与えられるように、胸に巨乳という名の夢を詰めてきました♪ アトラクション同様に揺れに揺れて、「喘ぎ」という名の「絶叫」がベットで響きあう。（6月14日、シロウトTV）
- るか（6月15日、J●調査隊 teamK）
- 【超敏感クリトリスH乳】顔とカラダのギャップが凄過ぎるるかちゃんは所持金1076円の極貧JD!?⇒ ハ●プロ大好き! アイドルに捧げるバイト生活⇒ 経験人数は2人! 話を聞けばHの良さはわからないのに週5で電マを求める強欲オナニストと判明!!⇒ 謝礼追加投入で爆乳チェックを始めれば乳首クリクリでスイッチON! オナニーで自己開発済みのカラダは超絶敏感で終いにはハメ潮まで吹いちゃう始末で…!? 梅雨の雨の日はおうちでJDのハメ潮スコールを見てみんなでシコろう!!の巻。：パコパコ女子大学 女子大生とトラックテントでバイト即ハメ旅 Report.098 るかちゃん 19歳 女子大生 (文学部2年)（6月15日、プレステージプレミアム）
- 【神乳少女】元アイドルの現役JDを彼女としてレンタル! 口説き落として本来禁止のエロ行為までヤリまくった一部始終を完全REC! 10歳から大きくなったという神乳Ｈカップ!! 激エロ過ぎる乳圧パイズリで暴発寸前!? せっまいマ●コをあらゆる体位で突きまくれば爆乳揺らしてイキまくる!!! るかちゃん 19歳 女子大生 (元アイドル)（6月16日、プレステージプレミアム）
- 【ボイン女子大生】20歳【育ち盛りHカップ】るかちゃん参上! フレッシュ感が半端じゃない彼女の応募理由は『お金に困ってまして… おっぱい見せるしかないかなって♪』緊張と興奮で【マン汁がドバドバ溢れる】自慢のおっぱいは見事な張りと柔らかさ! パイズリしながらフェラもするハイブリッド変態女子大生! 媚薬オイルで敏感テカテカSEXは見逃すな!（6月18日、ARA）
- るかちぃ (18)（6月21日、しろうとまんまん）
- るかちぃ (18) 2（6月28日、しろうとまんまん）
- ド迫力悩殺ボディに濃密ぶっかけ!! 宿泊費をカラダで支払う19歳Hカップの爆乳JDを捕獲!! 素朴な美少女ルックスと卑猥なまでのむっちりボディのギャップがまたエロすぎる!! みり 19歳 大学2年生 (バイト探し中)（7月7日、プレステージプレミアム）
- るーるか（8月2日、れいわしろうと）
- ナイトプール×爆乳×超接写! 19歳女子大生の天然H乳が画面に迫りくる臨場感! ヌルヌルローションで極上ご奉仕! 涎ダラダラ喉奥ガチ当てデカチンイラマ! まさに絶景な下乳 & 手マンで大量潮吹き! パイパンおマ○コをドスドス打ち抜く激烈ピストン!! ゆい 19歳 大学生（8月25日、プレステージプレミアム）
- 〝神乳H〟の隠れスケベ看板娘!! 花屋でバイトしてる油彩画専攻の美大生!! 初撮影の緊張とは裏腹に、乳首ビンビン & ま●こヌルヌルの超ムッツリ淫乱どスケベ!! 巨乳をブルンブルンいわせて、華奢な身体をガクガクいわせて、可愛い鳴き声部屋中響かせて、イキまくって噴きまくって…、めっっっっっちゃどエロい女でしたwwwガチで抜きすぎ注意!!：カンバン娘 002 ルカ 21歳 代々木花屋 兼 カフェ店員（9月14日、プレステージプレミアム）
- るかてこ (19)（9月28日、しろうとまんまん）
- 新世代! 暴れ乳たちんぼ! 男が振り返る激震Hカップの極上の美少女! 清楚なカワイイ顔してホスト大好きビッチガール!? プロ意識は高いぷるぷるの乳圧パイズリは天国体験アンビリバボー!! 新宿エリア最高額のパイスラ爆乳たちんぼに倍プッシュで生中出しSEX!! 【エロすぎ都市伝説FILE：05 密かに盛り返していた!? 新世代たちんぼの聖地を追え＜首都圏最高の爆乳パイスラ立ちんぼを見つけ出せ!!＞】 Rちゃん（20歳）/ 新世代の立ちんぼ界のエース! Hカップ爆乳の清純系美少女のギャップある超絶パイズリテクニック!!（10月4日、プレステージプレミアム）
- 【配信専用】射精が止まらない! 超気持ちイイ美少女手コキ! 8 10人の美少女に手コキされまくる200分!（11月21日、DOC）※オムニバス作品
- るか（11月24日、TOKYO247）

- 【爆乳】「おっきくなったでしょ?」 Hカップ姪っ子と連続中出しSEX【デカ尻】 るか（3月9日、しろうとまんまん）
- パイパンHカップのJ●ソープ嬢と生中SEX×3!!! 「ドクドクしてるのが中で分かって凄く気持ち良かったですw」るちょぱ (18)（3月31日、しろうとまんまん）
- ラグジュTV 1261 南優里 24歳 家庭教師 欲求不満を解消する為にグラマラスボディが目を惹く美人家庭教師がAV出演。溜まりに溜まった性欲が感度を高め、男を狂わす破壊力満点の美巨乳揺らしながらイキ乱れる!（5月18日、ラグジュTV）
- マジ軟派、初撮。 1509 るか 20歳 看護学校生 / ちはる 20歳 看護学校生 大雨で濁流の流れるキャンプ場に佇む女子2人組をナンパ！宿に連れ込み水着姿でじゃれ合えば…? ムチムチ巨乳とスレンダー美乳の共演! 互いの姿に恥じらいながらも快感の4Pセックス!（7月25日、ナンパTV）
- 【神の乳を持つ娘】21歳【Hカップ巨乳】るかちゃん参上! 大学に通う彼女の応募理由は『バイトのシフトが減ってお金が無いんです… 胸はあるけど♪』おっぱいを武器として認知している【エロ賢い女子大生】凄まじい【パイズリ】は必見! お金は無いけど胸はあるJDの胸躍る激イキSEX見逃すな!（9月8日、ARA）
- えれな（9月21日、おっぱいちゃん）
- えれな 2（9月21日、おっぱいちゃん）
- ラグジュTV 1303 南優里 24歳 家庭教師 プライベートのセックスでは満足出来なくなってしまったムチムチグラマラス美女が2度目の出演! 圧倒されるほどの乳圧! 破壊力抜群なグラマラスボディをくねらせ何度も絶頂する姿は世の男性を骨抜きにすること必至!（9月21日、ラグジュTV）
- るり / あゆ（11月25日、Lady Hunter）

- おすず 【タレント活動中／爆乳ロリ／巨尻／美肌／あっけなく絶頂】 非の打ち所がないドスケベボディにユーザー様からの大絶賛が止まらない! 地方都市でスカウトされて現在タレント活動中の爆乳ロリ美少女! 核弾頭おっぱいをブルブル揺らせ何度もメス穴アクメ!（5月23日、素人ホイホイ）
- マ○ュ【素人ホイホイpower／ハメ撮り／ローション・オイル／バニーガール／巨乳／コスプレ／美少女／Hカップ／童顔たぬき顔／小悪魔／褐色ボディ／有名レイヤー】（5月29日、素人ホイホイ）

- パーフェクト乳を持つ黒髪美女! 脱いだらツルツルのパイパンま○こに興奮したので軽く首絞めセックスで中出しの気持ちよさを教えました! 稲場るか（4月15日、NAGOYAか円光）
- るか (22)：癒し系Hカップ美女と自宅でハメ撮り。（6月18日、PinkyRush）
- RUKA (ttjm142)（10月7日、鉄人2号さん）

- ルカ (ttjk030)（1月6日、鉄人2号さん）
- るかさん (htut573)（5月19日、人妻空蝉橋）
- マユ (mgfx115)（8月18日、陳飛龍）
- るかちぃ (jzt028)（11月6日、ぎがdeれいん）

- みり (jdg032)（2月17日、ぎがdeれいん）
- R.I (htut637)（6月6日、人妻空蝉橋）
- RUKA (ttjm143)（10月18日、鉄人2号さん）

### イメージDVD / BD
稲場るか 名義
- Ruka お出かけしようよ!（2019年9月19日、REbecca) ◎
- Magic Time 稲場るか（2020年12月4日、ファインピクチャーズ）◎
- 小さな恋のうた 稲場るか（2021年1月31日、Superlative）◎
- AV女優 稲場るか（2021年8月26日、スパークビジョン）◎

莉々はるか 名義
- Haruka Ri Ri Ri Re:Start（2024年8月1日、REbecca）◎

### 写真集
稲場るか 名義
- B-Ruka 稲場るか1st.写真集（2019年10月27日、彩文館出版、撮影:福島裕二）ISBN 978-4-7756-0616-2
- 稲場るか写真集 明転（2021年1月25日、ジーウォーク、撮影：14y.ムラミツ）ISBN 978-4-86717-135-6

莉々はるか 名義
- 莉々はるか写真集 Re:（2024年6月27日、徳間書店、撮影：上野勇）ISBN 978-4-19-865850-2 [49]
- 莉々はるか写真集 Re:ri（2025年6月18日、徳間書店、撮影：上野勇）ISBN 978-4-19-866016-1 [50]

### ポーズ集
- プレミアムヌードポーズブック 稲場るか（2021年3月30日、ジーオーティー、撮影：田村浩章）[51] ISBN 978-4-8236-0157-6

### デジタル写真集
稲場るか 名義
- 稲場るか「Hカップ美乳天使」 FRIDAYデジタル写真集（4月30日、講談社）

- Magic Time デジタル写真集 稲場るか（1月1日、ファインピクチャーズ、撮影：SHOOTING STAR）
- FLOWER 稲場るか vol.01（5月1日、ジーウォーク、撮影：14，yムラミツ）
- FLOWER 稲場るか vol.02～vol.06（5月28日、ジーウォーク、撮影：14，yムラミツ）
- 光る春風 稲場るか（6月11日、プレステージ出版、撮影：街田和由）※【グラビア写真集】と【ヌード写真集】の2種類あり。
- AV女優 稲場るか（8月21日、スパークビジョン、撮影：ケイ）
- トリプルHAPPYキャンペーン 2021電子ふぉとぶっく（9月3日、FANZA BEAUTY COLLECTION）※FANZA『トリプルHAPPYキャンペーン2021』キャンペーンガールによる撮り下ろしデジタル写真集。FANZA限定配信。
- 青春＃アオハル 稲場るか（10月29日、プレステージ出版、撮影：C:TAKERU）※【グラビア写真集】と【ヌード写真集】の2種類あり。
- LOVEPOP デラックス 稲場るか 001（12月16日、ラビリンス）
- 絶対的スーパーナチュラルポーズブック 稲場るか（12月31日、プレステージ出版、撮影：Taro Washio）

- LOVEPOP デラックス 稲場るか 002（1月28日、PAD）
- 絶対的透け透けテカテカポーズブック 稲場るか（2月18日、プレステージ出版、撮影：Taro Washio）
- 稲場るか Exclusive Best 01（11月25日、プレステージ出版）※プレステージ出版からリリースした写真集2作品とその未公開カットを収録したベスト写真集。

- デジグラ・デラックス 稲場るか 001（4月19日、ラビリンス）
- デジグラ・デラックス 稲場るか 002（6月14日、ラビリンス）

莉々はるか 名義
- FLASHデジタル写真集R 莉々はるか 再会は二人の秘密（9月21日、光文社、撮影：松田忠雄）
- 莉々はるか Brilliant（11月1日、徳間書店、撮影：上野勇）

## 製品

### トレーディングカード
- AVC ジューシーハニーコレクションカード LUXURY EDITION 2025 御園もも & 莉々はるか & 星乃莉子 & 伊藤舞雪（2024年12月21日、株式会社ハバロッサ）

### カレンダー
- 稲場るか 2020年カレンダー（2019年11月23日、トライエックス）
- 莉々はるか 2025年カレンダー（2024年10月26日、SUNCARAT）
- 卓上 莉々はるか 2025年カレンダー（2024年10月26日、SUNCARAT）

### アダルトグッズ
オナホール
- FOXY HOLE Plus -フォクシー ホール プラス- 稲場るか（2020年2月29日、ケイ・エム・プロデュース）
- 天使爛漫 FRESH 稲場るか - TENSHI RANMAN-（2020年6月30日、ケイ・エム・プロデュース）

## 出演

### テレビ
- どぶろっくと山岸逢花のやらかしジャッジメント #1 - 4（2021年11月3日 ‐ 24日、刺激ストロングチャンネル）
- もう!バカリズムさんの超H! #58（2024年11月25日、フジテレビONE）

### 映画
- なのに、やめられない スズカのスナック（2024年12月8日、オーピー映画） - 「ヒマリ」役[52]

### ゲーム
- ゲオTVドアップ25【OPPAIパネル出題】二つ名は「巨乳界のホープ」（2020年10月1日、ゲオTV）[53][54][55]

### ライブチャット
- Fanzaライブチャットイベント ラブ★コス（2021年2月27日〈第1部〉22:00～23:30 / 〈第2部〉23:45～25:30）

### 雑誌
- 週刊実話 2020年4月9日号（2020年3月26日、日本ジャーナル出版） - 袋とじ「爆乳 in スイートルーム」
- 月刊FANZA 2020年6月号（2020年4月22日、ジーオーティー） - インタビュー
- 週刊大衆 2021年1月25日号（2021年1月8日、双葉社） - 「〈女性器&性遍歴インタビュー!〉元・女子アナ「うねる肉襞」からHカップ神乳「愛液ダ～膣」、女子大生「柔らかな感触」、101センチ爆乳「なじむ粘膜」まで!」」
- 週刊実話 増刊 ザ・タブー 2021年5月7日号（2021年3月24日、日本ジャーナル出版） - グラビア「爆乳痴女」
- 週刊ポスト 2021年3月26日号（2021年3月8日、小学館） - グラビア「「いま一番売れる」おっぱい」